# Lorenzo Bernal del Mercado
Lorenzo Bernal del Mercado, notable y meritorio Capitán español nacido en Cantalapiedra (Salamanca) en 1516. Era hijo de Francisco Martínez Nieto y Ana Bernal del Mercado.

## Biografía
Bernal del Mercado viajó a las Américas en 1541 junto a la expedición de Blasco Nuñez de Vela, recientemente nombrado virrey del Perú. Del Perú pasó a Bolivia donde hizo alguna fortuna. En 1549 se unió a Pedro de Valdivia dirigiéndose a Chile desde el valle del Potosí. Valdivia le proporcionó una encomienda en el sector de la actual Valdivia, nombrándole capitán interino de dicha ciudad, de reciente fundación. 
La muerte de Valdivia a manos de Lautaro causó un hondo impacto en Lorenzo Bernal del Mercado quien dejó su encomienda y se puso bajo las órdenes de Francisco de Villagra. Bernal del Mercado mostró un sobrado temple, inteligencia y valentía y asimismo, un carácter enérgico y duro para con los naturales, por quienes sentía un profundo odio.
Se le encargó la defensa del fuerte de Angol y sirvió bajo los gobernadores García Hurtado de Mendoza y Pedro de Villagra y el gobierno de la Real Audiencia, ganándose una justa reputación por sus éxitos en la Guerra de Arauco, entre ellos la Batalla de Angol. Por dichos éxitos se le nombró Maestre de Campo y, además, corregidor de Concepción en 1565 y de Santiago en 1583.
En 1570, fue nombrado Capitán General interino para llevar a cabo la Guerra. La experiencia y prestigio que acumuló fue inmensa y reunió sin duda todos los méritos para ser nombrado Gobernador, pero su carácter duro y poco diplomático, jugaron en contra.
Ejerció como Maestre de Campo hasta 1583, luego se le nombró Capitán de la línea defensiva. Algunas veces actuó como un veedor ante el rey proporcionándole detallados informes sobre el estado de la guerra.
Murió en Angol en 1593, sin llegar a ser nombrado Gobernador.